# Hábitos de trabajo

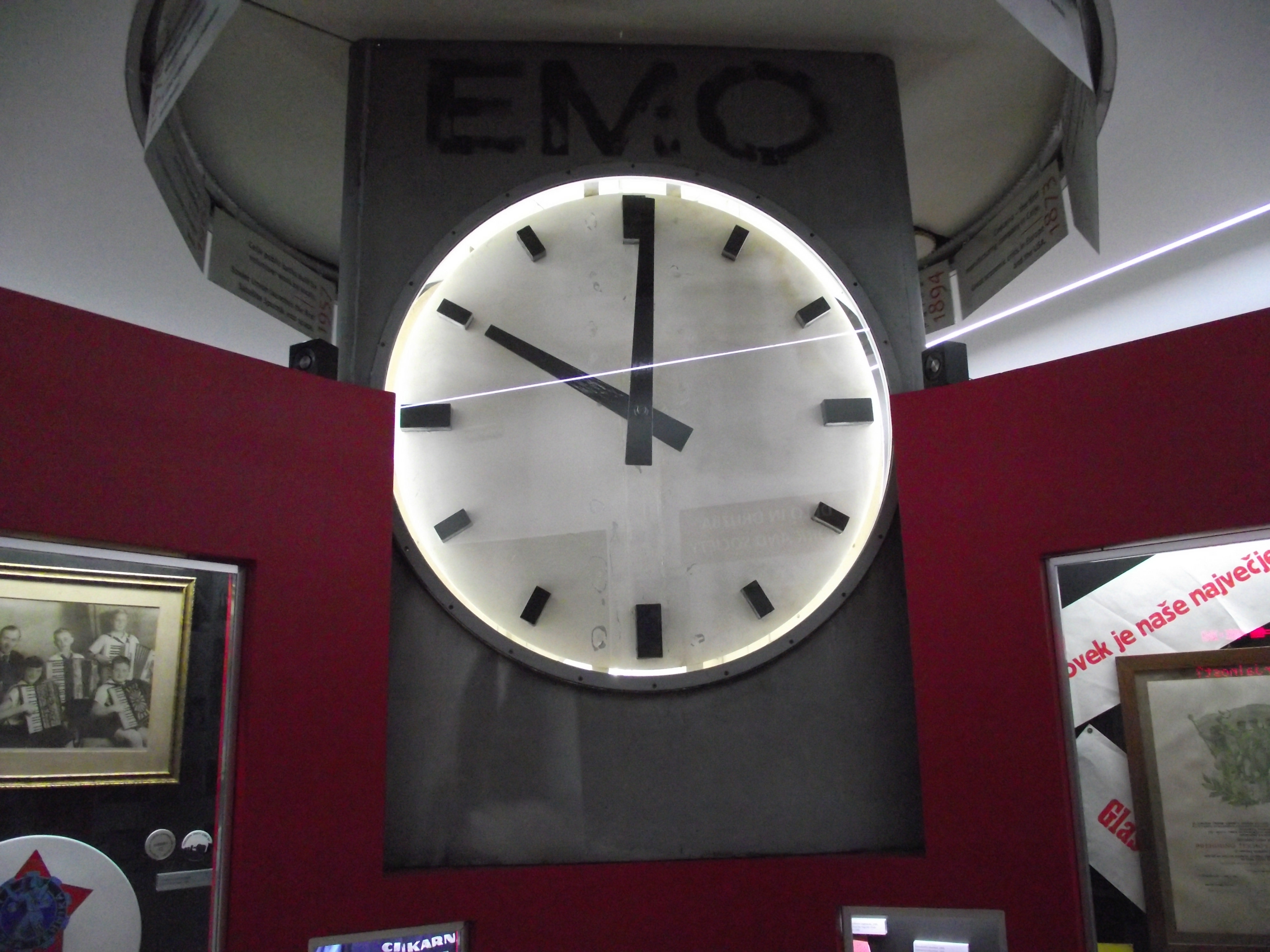
Reloj. La puntualidad se considera un importante hábito de trabajo.

Los hábitos de trabajo, hábitos laborales o costumbres laborales (en inglés work habits) se entienden, en el discurso pedagógico y comercial, especialmente en los países de habla inglesa, como los hábitos de una persona que le facilitan aprender y trabajar con eficiencia. En otra definición son los «elementos conductuales, morales y prácticos con los que los empleados contribuyen a los estándares de rendimiento en el trabajo de una empresa.»
En el discurso educativo anglosajón, los buenos hábitos de trabajo se consideran actualmente rasgos del carácter de una persona que, además de las habilidades sociales y de una buena gestión de la carrera profesional, son fundamentales para el logro de objetivos académicos y profesionales. Los hábitos de trabajo configuran así una dimensión de la autogestión personal (en alemán Selbstmanagement, gestión de uno mismo; en español el término "autogestión" suele emplearse para calificar colectivos de varias personas). La relación entre los hábitos de trabajo, por un lado, y los comportamientos sociales y de comunicación en la escuela y en el trabajo, por otro lado, suele ser estrecha. Por ejemplo en el caso de la puntualidad, que, más allá de la dimensión social, también es un requisito previo para no perder clases o actividades.
Los hábitos de trabajo se adquieren habitualmente en la infancia a través de la educación. Sin embargo, existe una gran cantidad de publicaciones de ciencia popular que ofrecen consejos a sus lectores sobre cómo adquirir o mantener buenos hábitos de trabajo incluso en la edad adulta.
En español, cuando se habla de que un estudiante trabaja, se entiende que, además del estudio, desempeña otra actividad por la que recibe un salario. La actividad de estudio no se considera un trabajo. Pero en inglés, para referirse a la actividad de estudio, se utiliza el verbo to work. Por esta razón, el concepto originalmente anglosajón work habits, que normalmente se traduce al español como "hábitos de trabajo" o "hábitos laborales", cuando se refiere a estudiantes puede traducirse como "hábitos de estudio". En este caso el concepto se vuelve más específico, y describe hábitos como estudiar todos los días a la misma hora, prestar atención en clase, etc. En general se diferencian los hábitos de estudio de las técnicas de estudio, que requieren material adicional, como fichas para memorizar, rotuladores para subrayar, etc.

## Buenos hábitos de trabajo
Cuando alguien habla de "hábitos de trabajo" a secas, se refiere solamente a los buenos, los que aportan algo positivo. Si quiere describir las costumbres negativas, emplea la expresión "malos hábitos de trabajo". También puede utilizarse, de forma enfática, la locución "buenos hábitos de trabajo" para destacarlos o ensalzarlos. Así, se consideran buenos hábitos de trabajo:
- La finalización, precisa y orientada a la calidad, de las tareas.[13]
- La rápida[14] y oportuna realización de tareas por iniciativa propia y sin presión externa inmediata (en vez de procrastinar).[15]
- Ofrecerse voluntario para tareas adicionales que se propongan,[16] pero asumiendo solo el trabajo que se pueda realizar eficientemente.[2]
- Pedir ayuda cuando se vea sobrepasado.[17]
- Asumir la responsabilidad por los errores cometidos y aprender de las críticas[18]
- Priorización de las actividades de mayor importancia con una alta concentración, en oposición a las de menor importancia, que pueden ser prescindibles.[19]
- Presencia y puntualidad (en vez de San Lunes y llegar tarde habitualmente).[20]
- Una eficiente gestión del tiempo.[13]
- Organizarse bien, por ejemplo preparando adecuadamente los materiales de trabajo y disponiéndolos espacialmente de forma óptima (más cerca los más utilizados).[13][5]
- Eliminar posibles perturbaciones y distracciones.[19]
- Ser amable y respetuoso con los compañeros.[2]
- Llegar al trabajo suficientemente alimentado y descansado.[2][17]
- Cumplir la normativa de seguridad y salud en el trabajo.[21]
- Pulcritud en el aspecto personal y el lugar de trabajo.[2]

## Diferencia entre hábitos laborales y habilidades laborales
Mientras que los hábitos laborales son los comportamientos frecuentes del trabajador que le facilitan trabajar productivamente, las habilidades laborales son las cosas que el empleador quiere que el trabajador sepa hacer, quizá no con frecuencia, pero sí en caso necesario. Así, las habilidades laborales pueden incluir tanto habilidades blandas (por ejemplo creatividad o trabajo en equipo), algunas de las cuales pueden ser también hábitos laborales (por ejemplo organizarse bien), como habilidades duras (conocimientos académicos, por ejemplo inteligencia artificial o computación distribuida).
Las habilidades laborales también se conocen como habilidades profesionales o competencias laborales.